# Belgrandiella kuesteri
Belgrandiella kuesteri is een slakkensoort uit de familie van de Hydrobiidae. De wetenschappelijke naam van de soort is voor het eerst geldig gepubliceerd in 1970 door Boeters.